# 葡萄酒法
葡萄酒法（英語：Wine law）是各項規範葡萄酒釀製以及銷售的立法。葡萄酒法的目的包括透過受監管的原產地名稱保護、標籤、和葡萄酒分級，以及規範釀製和葡萄栽培中允許的添加劑和製程，以打擊葡萄酒造假。對於有些酒精飲料的立法，例如合法飲酒年齡與分銷和銷售相關的核發許可行為，通常不被視為葡萄酒法。
葡萄酒受到地區、州（省份）、和地方法律的監管。新世界葡萄酒和主要是在歐洲的舊世界葡萄酒的法律及其相對的嚴格程度不同。舊世界的葡萄酒往往比新世界的有更嚴格的規定。然而，各種葡萄酒法會包括關於名稱的法規，例如包括涵蓋的地區，以及允許被包括在內葡萄品種（參照葡萄品種列表）和釀酒方法，例如法國葡萄酒 (French Appellation d'origine contrôlée，AOC)、義大利原產地葡萄酒（DOC）、西班牙原產地葡萄酒 (DO) 、和葡萄牙原產地葡萄酒 (DOC)。在一些新世界葡萄酒產區，例如美國和澳大利亞，葡萄酒法中的名稱系統（美國葡萄栽種地區 (AVA) 和澳大利亞地理標誌 (Australian Geographical Indication（GIs）)）僅包括區域範圍細節，以及保證釀酒葡萄中有一定比率的葡萄是來自標籤上所列的地區。
一些葡萄酒法由當地政府制定，專門針對特定葡萄酒產區。但偶爾會出現特殊的條款，例如1954年法國教皇新堡市政法令禁止不明飛行物（UFO）在社區的天空飛行、降落、或是起飛，以免對這個地區的葡萄園和葡萄酒生產有負面的影響。

## 歷史
已知世上最古老的葡萄酒法是由羅馬皇帝圖密善在位時制定。 他在約公元92年頒布法令，禁止在義大利開墾新的葡萄園，並下令把羅馬各省的葡萄園除去一半。法令的目的是為增加穀物的生產來改善羅馬城市的糧食供應。有證據顯示圖密善的法令很大程度上遭到忽視。這項法令雖然並未受到嚴格遵守，但仍維持存在長達188年，直到普羅布斯皇帝在280年將它廢除。
在神聖羅馬帝國時代，當時最早的葡萄酒法是由帝國議會在1498年制定，用來打擊葡萄酒造假。
在19世紀中期法國釀酒葡萄大蟲害發生之後，正宗葡萄酒供應大減，導致許多造假產品出現，法國因此制定葡萄酒法以打擊這類詐欺。這類立法後來演變為AOC系統，日後由歐盟仿效制定共同的法規。

## 各地葡萄酒法比較

### 歐盟
歐盟的歐盟共同農業政策（CAP）之內包含有歐盟葡萄酒規定，大部分國家的葡萄酒法均依照這個規定來設計。CAP葡萄酒制度由一套管理葡萄酒行業的規則組成，目的在實現一個平衡和開放的市場。主要特點是管理生產、釀酒工藝、分級的規則、一系列的架構和支持措施、對於管理葡萄酒描述和標籤規則的詳細規則、以及從非歐盟國家進口葡萄酒得注意的事宜。
除了適用於歐盟所有成員國的法規之外，每個參與歐盟的國家都有自己的法律框架，以管理釀酒相關事項，例如標示為由特定品種釀造的葡萄酒中，應該包含的葡萄百分比。例如在法國，葡萄酒專業人士就認為AOC系統能確保葡萄酒和其他食品（如起司）就是所標示的原產地所生產。

### 美國
在每個葡萄酒產區所允許的葡萄栽培和釀酒的規定而言，美國的葡萄酒法比歐洲標準更為靈活。美國烟酒槍砲及爆炸物管理局(BATFE) 定義並批准成為美國葡萄酒產地（AVA）的申請。這項產地系統於1978年建立，密蘇里州的奧古斯塔AVA於1980年6月20日被認可，成為第一個美國萄酒產地。 
美國葡萄酒法中很大部分與葡萄酒標籤有關，其中包括如果標籤上出現特定的AVA名稱，則用於生產的葡萄中至少要有85%產自這個AVA。除AVA之外，美國的每個州和郡都可生產葡萄酒，並在標籤上冠上當地地名，前提是至少有75%的釀酒葡萄來自這個地區。根據加利福尼亞州和德克薩斯州的葡萄酒法，如果把州名放在標籤上，所使用的釀酒葡萄必須分別提高到100%和85%。
標籤上顯示葡萄品種（單一品種葡萄酒）和採收年份也受美國葡萄酒標籤法的監管，要求單一葡萄品種至少佔75%，在當年收穫的佔95%才能在標籤上列出。俄勒岡州已把單一葡萄品種的限制提高到90%，但卡本內蘇維濃品種為例外，俄勒岡州的限制為不得低於75%。此外，所有美國葡萄酒的包裝都必須加上美國醫務總監提供的有關健康，以及含有亞硫酸鹽的警告。一些釀酒廠和進口商在這些標籤要求上曾與美國烟酒槍砲及爆炸物管理局發生過衝突，一個著名的例子是發生在與進口商凱爾米特·林奇之間的。凱爾米特·林奇對於規定的批評通常集中在不能把適度飲用葡萄酒的潛在好處（例如所謂的“法國悖論”）列出，而許多釀酒廠通常是在葡萄酒標籤要求出台很久之後才開始釀酒，成品酒已可能不含有亞硫酸鹽，但根據規定，仍必須被迫標示為“可能含有亞硫酸鹽”。

## 外部連結
- Discussion of new EU regulations requiring labelling ingredients in wine （页面存档备份，存于）
- Wine Law and Policy, From National Terroirs to a Global Market (Julien Chaisse, Fernando Dias Simões, and Danny Friedmann, eds.) Brill 2020 （页面存档备份，存于）